# مارفریگ
مارفریگ (به پرتغالی: Marfrig) شرکت صنایع غذایی برزیلی است، که فعالیت خود را در سال ۲۰۰۰ آغاز نمود. این شرکت هم‌اکنون پس از شرکت‌های جی‌بی‌اس و بی‌آراف به‌عنوان سومین شرکت صنایع غذایی در کشور برزیل شناخته می‌شود.
شرکت مارفریگ مالک بیش از ۱۰۰ کارخانه تولید محصولات غذایی در ۲۲ کشور جهان است و هم‌اکنون چهارمین تولیدکننده گوشت جهان می‌باشد. دفتر مرکزی این شرکت در شهر سائوپائولو، قرار دارد و بخشی از سهام آن در بازار بورس سائوپائولو معامله می‌شود.